# Dangoule Rasalaite
Dangoule Rasalaite (også: Danguole Rasalaite og Dangoele Rasalaite) (19. maj 1983 i Kaunas, Litauen – 10. januar 2000 i Malmø, Sverige) var en ung litauisk pige der i efteråret 1999 var blevet solgt som sexslave i Sverige og senere begik selvmord. Den svenske filminstruktør Lukas Moodysson har løst baseret sin film Lilja 4-ever på Dangoule Rasalaites liv.

## Baggrund
Dangoule var født i Kaunas, men flyttede med familien til den lille landsby Žiežmariai da hun var 14 år gammel. Faderen var da forsvundet, og kort efter tog moderen alene til USA og efterlod Dangoule og hendes storesøster alene tilbage. Et halv år senere sendte moderen en håndskrevet lap papir fra USA tilbage til myndighederne i Litauen, hvor hun afskrev sig som Dangoules mor. Noget tid senere flyttede søsteren til Tyskland, så Dangoule var alene tilbage. Dangoule fortalte at hendes forældre havde misrøgtet hende. Moren drak og slog hende og faren misbrugte hende. Faren har nu fået en dom på livstid. Efter at moren var flyttet til USA, valgte mormoren tilsyneladende at tage Dangoules barnebidrag og bruge det på sig selv.

## Solgt til prostitution
Kort efter hendes 16 års fødselsdag kom Dangoule til Sverige sammen med sin kæreste for at arbejde. Hun havde lykkeligt fortalt sin mormor at hun havde mødt en mand i Litauen der havde kontakter og havde lovet hende arbejde på en grønsagsfarm i Sverige. Manden udstyrede hende med et falsk pas og satte hende på et fly. Den 17. september 1999 landede hun i Kristianstad, men i stedet for at få arbejde blev hendes pas taget fra hende og hun selv fragtet til en lille lejlighed i Arlöv, en forstand til Malmø. Her blev hun fortalt at hun skyldte 20.000 SEK for transport, pas og leje for lejligheden. Hun blev hun holdt indespærret, banket og tvunget til at prostituere sig. Efter en måned lykkedes det Dangoule Rasalaite at flygte gennem et vindue, men hun turde ikke kontakte politiet, da hun havde fået fortalt at prostitution var ulovligt i Sverige og hun havde falsk pas. I stedet mødte hun en 29-årig makedoner der lod hende bo hos sig. Men han udnyttede hende seksuelt og lod sine venner gøre ligeledes. Den 7. januar 2000 valgte hun at begå selvmord ved at hoppe ud fra en motorvejsbro i Malmø. Hun blev kørt på hospitalet, hvor hun døde tre dage senere af sine kvæstelser uden at have været kommet til bevidsthed. Dangoule Rasalaite blev 16 år. Hun havde intet pas eller anden id på sig, men politiet fandt et håndskrevet telefonnummer på et stykke papir. Ved hjælp af dette opsporede de lejligheden hvor hun havde været holdt indespærret. I lejligheden fandt politiet hendes få ejendele, heriblandt tre afskedsbreve hun havde skrevet til sine veninder i Litauen, hvor hun beskrev sin skæbne.
I samme lejlighed som Dangoule, fandt politiet også to andre piger som var blevet tvunget til prostitution; to søstre fra Tjekkiet – Klaudia og hendes lillesøster Livia, som kun var 13 år.
Dangoule havde været handlet af en russer ved navn "Gidreus", muligvis selv fra Litauen, men derudover havde politiet ikke meget at arbejde med. I et sidste forsøg på at komme videre med sagen prøvede politiet sig med et indlæg på statsligt svensk fjernsyn, hvor de opfordrede offentligheden til at komme frem med information i sagen. En russer henvendte sig og fortalte at han havde været betalt for at fragte pigen fra lufthavnen til lejligheden, men at han derudover intet kendte til sagen og at han ikke vidste hun havde været handlet. Han blev senere sat fri og ingen arrestationer er blevet foretaget i sagen; hverken for at have handlet pigen, for at have holdt hende indespærret eller for at have voldtaget hende.
Den svenske dronning Silvia holdt en tale mod kvindehandel den 23. januar 2006, hvor hun i detaljer beskrev Dangoule liv og skæbne.